# Міа Сара
Мі́а Сарапочелло, відома як Міа Са́ра (англ. Mia Sara; нар. 19 червня 1967, Бруклін, Нью-Йорк, США) — американська акторка та модель італійського походження. Відома ролями в таких фільмах, як «Легенда» (1985), «Вихідний день Ферріса Бюллера» (1986), «Дочка темряви» (1990), «Патруль часу» (1994).

## Життєпис
Народилася в Брукліні (Нью-Йорк) в родині Джерома Сарапочелло, фотографа і художника, і Діани Сарапочелло, стилістки і фотографки. Навчалася у школі Святої Анни, в Брукліні.

### Кар'єра
Почала кар'єру в 1985 році у 17 років з головної ролі принцеси Лілі у фантастичному фільмі «Легенда» з Томом Крузом. Пізніше зіграла подругу Феріса Буеллера Слоан у фільмі «Вихідний день Ферріса Буеллера» Знімалася у мінісеріалі «Queenie», у фільмі 1992 року «Чужа серед нас» режисера Сідні Люмета. У 1994 році знялася у блокбастері «Патруль часу», за який була удостоєна премії «Сатурн» у номінації «Найкраща жіноча роль другого плану»..

### Особисте життя
У березні 1996 року одружилася з Джейсоном Коннері, з яким знялася у фільмі «Експрес до Пекіна». У червні 1997 року народила сина Дешіла Куїнна Коннері. Шлюб закінчився розлученням у 2002 році. Згодом пошлюбила Брайана Генсона, старшого сина Джима Генсона, у них є донька Амелія Джейн Генсон.

## Фільмографія
| Рік       |    | Українська назва                       | Оригінальна назва                                            | Роль                                       |
| --------- | -- | -------------------------------------- | ------------------------------------------------------------ | ------------------------------------------ |
| 1985      | ф  | Легенда                                | Legend                                                       | Принцеса Лілі                              |
| 1986      | ф  | Вихідний день Ферріса Бюллера          | Ferris Bueller's Day Off                                     | Слоан Петерсон                             |
| 1987      | с  |                                        | Queenie                                                      | Квіні Келлі (2 епізоди)                    |
| 1988      | ф  | Учень вбивці                           | Apprentice to Murder                                         | Еліс Спенглер                              |
| 1990      | тф | Дочка темряви                          | Daughter of Darkness                                         | Кетрін Тетчер                              |
| 1991      | ф  | Шпагою                                 | By the Sword                                                 | Ерін Клавеллі                              |
| 1992      | ф  |                                        | A Stranger Among Us                                          | Лія                                        |
| 1993      | с  | Слід крізь час                         | Time Trax                                                    | Енні Нокс (2 епізоди)                      |
| 1994      | ф  | Патруль часу                           | Timecop                                                      | Мелісса Вокер                              |
| 1995      | ф  | Божевілля                              | The Maddening                                                | Кессі Осборн                               |
| 1995—1996 | с  | Чиказька надія                         | Chicago Hope                                                 | Енні Руман (2 епізоди)                     |
| 1996      | тф | Північ у Санкт-Петербурзі              | Midnight in Saint Petersburg                                 | Наташа                                     |
| 1997      | тф | 20 000 льє під водою                   | 20,000 Leagues Under the Sea                                 | Мара                                       |
| 1998      | тф |                                        | Hard Time                                                    | Майлер                                     |
| 2001      | тф | Джек і бобове дерево: Справжня історія | Jack and the Beanstalk: The Real Story                       | Ондін                                      |
| 2002—2003 | с  | Хижі птахи                             | Birds of Prey                                                | Гарлі Квінн (13 епізодів)                  |
| 2005      | с  | Місце злочину: Нью-Йорк                | CSI: NY                                                      | Кала Вінгер (Епізод: "Jamalot")            |
| 2006      | с  | Кошмари і фантазії Стівена Кінга       | Nightmares and Dreamscapes: From The Stories Of Stephen King | красива пасажирка (Епізод: "Battleground") |
| 2012      | ф  |                                        | Dorothy and the Witches of Oz                                | Принцеса Лангвідер                         |
| 2024      | ф  | Життя Чака                             | The Life of Chuck                                            | Сара Крантц                                |

## Нагороди
Премія «Сатурн»
- 1995: «Найкраща жіноча роль другого плану» («Патруль часу»)[10]